# Le campane di Pasqua
Le campane di Pasqua (Les Cloches de Pâques) è un cortometraggio muto del 1912 diretto da Louis Feuillade.

## Produzione
Il film fu prodotto dalla Société des Etablissements L. Gaumont.

## Distribuzione
Distribuito dalla Société des Etablissements L. Gaumont, uscì nelle sale cinematografiche francesi nel marzo 1912. In Italia venne distribuito tra il 1914 e il 1915 dalla Accoretti.